# Bourse de Tunis
Bourse des Valeurs Mobilières de Tunis (BVMT), vanligen Bourse de Tunis (Arabiska: بورصة تونس) är en aktiebörs i Tunis. Den grundades 1969, och listar ett femtiotal aktier. 

## Listade företag
Finans
- Amen Bank
- Arab Tunisian Bank
- Banque Attijari de Tunisie
- Banque de l'Habitat
- Banque Internationale Arabe de Tunisie
- Banque Nationale Agricole
- Banque de Tunisie
- Société Tunisienne de Banque
- Banque de Tunisie et des Emirats
- Union Bancaire pour le Commerce et l'Industrie
- Union Internationale de Banques

Finansiella tjänster
- Arab Tunisian Lease
- Attijari Leasing
- Compagnie Internationale de Leasing
- El Wifack Leasing
- Tunisie Leasing
- Placements de Tunisie - SICAF
- Société de Placement et de Développement Industriel et Touristique - SICAF
- Société Tunisienne d'Investissement à Capital Risqué
- Poulina Group Holding
- Modern Leasing

Försäkringar
- Compagnie d'Assurances et de Réassurrances
- Société Tunisienne d'Assurances et de Réassurances
- Société d'Assurances Salim
- La Société Tunisienne de Réassurance « TUNIS Re »

Telekommunikation
- Société Tunisienne d'Entreprises de Telecommunications
- Servicom

Allmänna återförsäljare
- Automobile Réseau Tunisien et Services
- Magasin Général
- Société Nouvelle Maison de la Ville de Tunis
- Société Tunisienne des Marchés de Gros
- Ennalk Automobiles

Resor och fritid
- Société Tunisienne de l'Air

Hälsovård
- Société Aswya
- Société des Industries Pharmaceutiques de Tunisie

Konsumentvaror
- Société l'Accumulateur Tunisien
- Société Générale Industrielle de Filtration
- Société Tunisienne d'Equipement
- Société Tunisienne des Industries de Pneumatiques

Livsmedel
- Société Frigorifique et Brasserie de Tunis
- Tunisie Lait
- Société de Production Agricole de Teboulba

Hushållsprodukter
- Electrostar

Konstruktion och material
- Essoukna
- Société Immobilière et de Participation
- Société Immobilière Tuniso-Séoudienne
- Société Moderne de Céramique
- Les Ciments de Bizerte
- Carthage Cement

Industriella varor och tjänster
- Société Industrielle d'Appareillage et de Matériels Electriques
- Société Tunisienne de Verreries

Kemi
- Air Liquide Tunisie
- Société Chimique
- Société des Industries Chimiques du Fluor

Råvaror
- Société Tunisie Profiles Aluminium

Olja och gas
- Société de Transport des Hydrocarbures Par Pipelines